# 478 Tergeste
478 Tergeste eller 1901 GU är en asteroid i huvudbältet, som upptäcktes den 21 september 1901 av den italienske astronomen Luigi Carnera. Den har fått sitt namn efter Carnera´s födelsestad Trieste.
Asteroiden har en diameter på ungefär 80 kilometer.